# Gerichtsturm (Maribor)

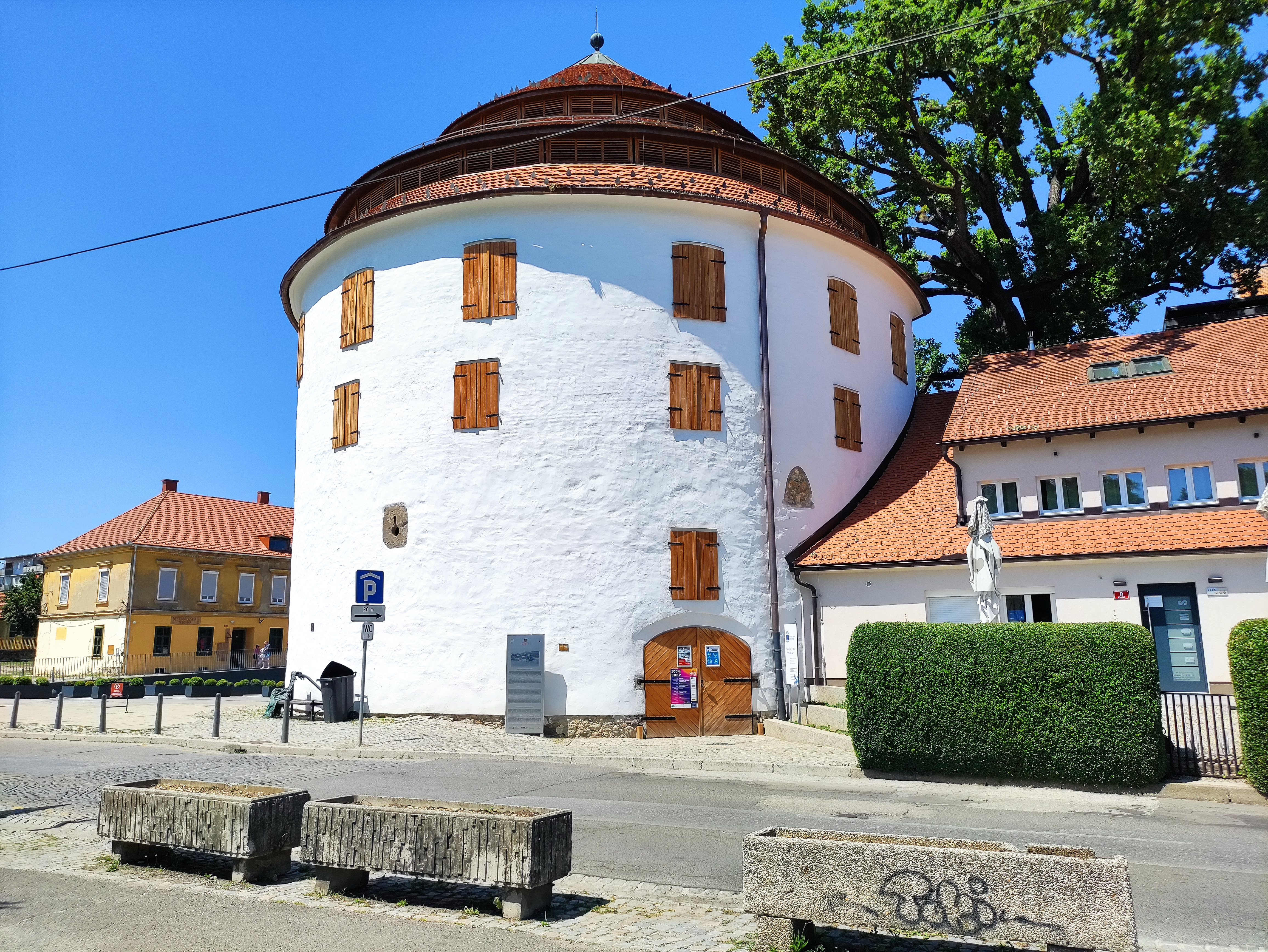
Gerichtsturm in Maribor, 2022

Der Gerichtsturm (slowenisch Sodni stolp), auch Hafenturm, am linken Ufer der Drau in der Altstadt von Maribor im Osten Sloweniens ist ein Wehrturm aus dem 16. Jahrhundert. Das Bauwerk ist geschütztes Kulturdenkmal.

## Geschichte
Der Turm steht an der Stelle seines im Jahr 1310 errichteten Vorgängers, der 1532 abgerissen wurde. Zwischen 1548 und 1562 wurde der Reckturm unter der Leitung italienischer Baumeister, die auch das Marburger Rathaus (Rotovž) erbauten, wieder aufgebaut. Damals war er ein Stockwerk niedriger und mit einem Kegeldach bedeckt. Im 19. Jahrhundert wurde er aufgestockt und als Lagerhaus genutzt. 1937 brannte er ab, wobei das Dach und die Holzetagen einstürzten. Das Gebäude wurde von 1957 bis 1960 wieder aufgebaut, wobei der Dachstuhl und die Dacheindeckung rekonstruiert wurden. Im Jahr 2021 wurde es vollständig umgebaut, um als Kulturzentrum für Veranstaltungen zu dienen.
Der Name des Gebäudes bezieht sich auf seine angebliche frühere Funktion als Gerichtsort oder Gefängnis. Der Turm ist wegen seiner Form auch als Okrogli stolp (Rundturm) bzw. wegen des Minoritenklosters, das sich in der Nähe befindet, als Samostanski stolp (Klosterturm) bekannt.

## Beschreibung
Die Bastion hat einen runden Grundriss und ist nach hinten abgestumpft. Ihr Äußeres ist in vier Stockwerke unterteilt, ihr Inneres in drei. Sie ist mit einem konischen Dach mit zwei Reihen Luftschächten bedeckt. Dieses Dach ersetzte in der ersten Hälfte des 19. Jahrhunderts das zerstörte aus dem 16. Jahrhundert. Von der Klosterterrasse führt ein steinernes Portal mit einem vertieften Halbkreisbogen und einer in Form eines Buchweizenkorns geschnitzten Kante, das während der Renovierungsarbeiten im 16. Jahrhundert errichtet wurde. Der Ovalbogen ist der einzige erhaltene Teil des alten Eingangs des Portals aus dem 19. Jahrhundert am Flussufer. Die oberen beiden Geschosse des Außenbereichs sind durch rechteckige Fenster und ein einfaches Gesims gegliedert. In das Gesims sind die Oberseite eines römischen Grabsteins mit Löwendarstellungen, das Porträt eines Mannes und einer Frau sowie dreiblättriges Maßwerk eingearbeitet, das vermutlich aus der Minoritenkirche in der Nähe stammt. Der Innenraum zwischen Erdgeschoss und Obergeschoss verfügt über ein Kreuzgratgewölbe. Der Hafenturm war ursprünglich niedriger (er reichte bis zur Oberkante der Fenster im zweiten Stock oder bis zur Mauerhöhe) und war mit einem steilen Kegeldach bedeckt, das im 17. Jahrhundert zerstört wurde.

## Heutige Nutzung
Der renovierte Turm wird heute als Veranstaltungsort genutzt, seit 2022 als Veranstaltungsort des naheliegenden Puppentheaters Maribor.